# Métrique de Fubini-Study
En géométrie différentielle, la métrique de Fubini-Study est une métrique kählérienne sur l'espace projectif complexe CPn
En mécanique quantique, les physiciens ont coutume de l'appeler la sphère de Bloch.